# Polska szkoła plakatu

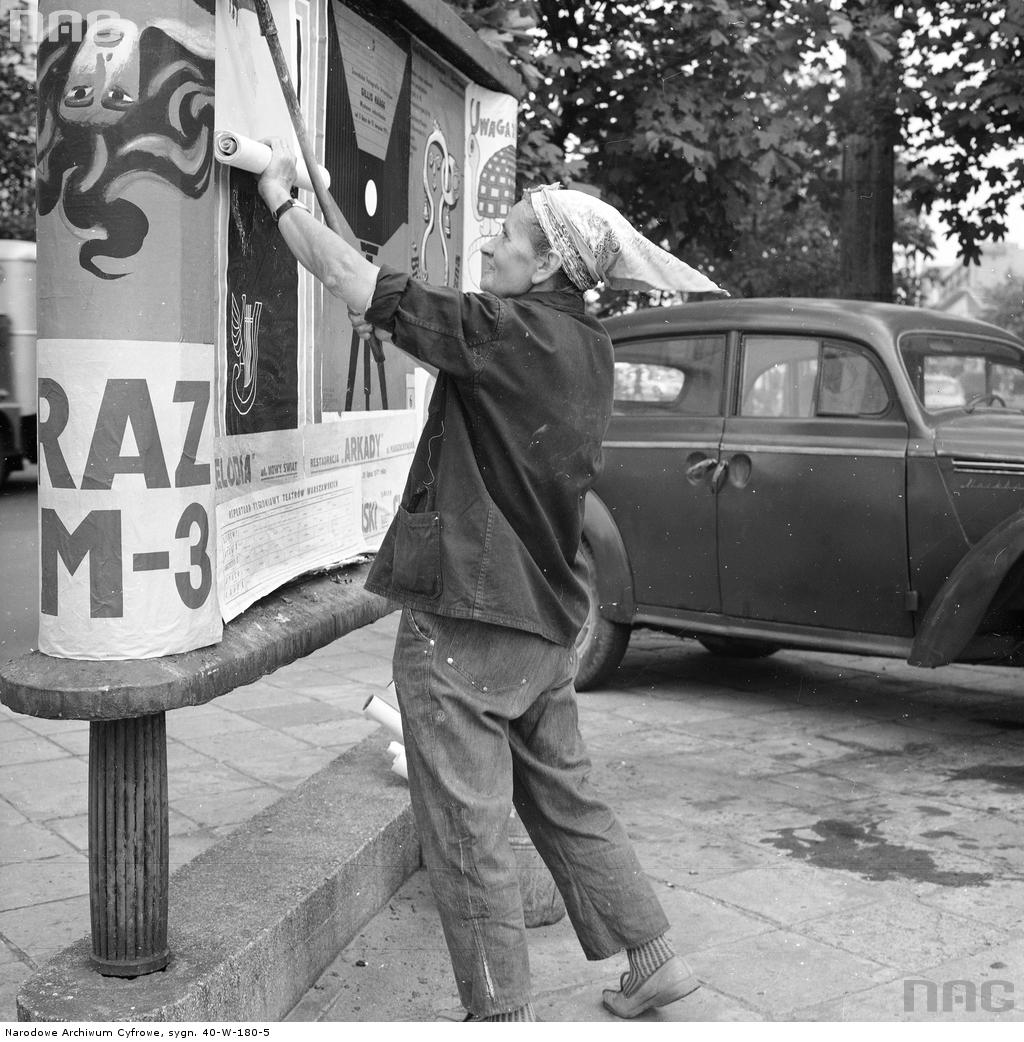
Plakaciarka naklejająca plakaty w Warszawie w 1971 roku

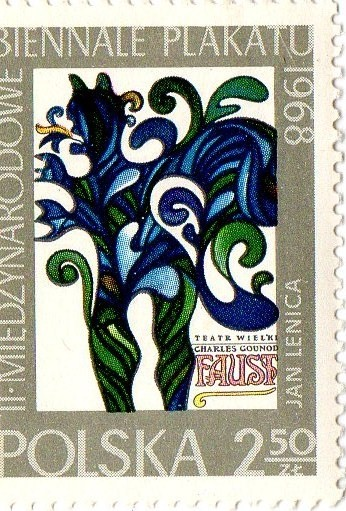
Znaczek Poczty Polskiej z projektem Jana Lenicy, reklamujący II Biennale Plakatu (1968)

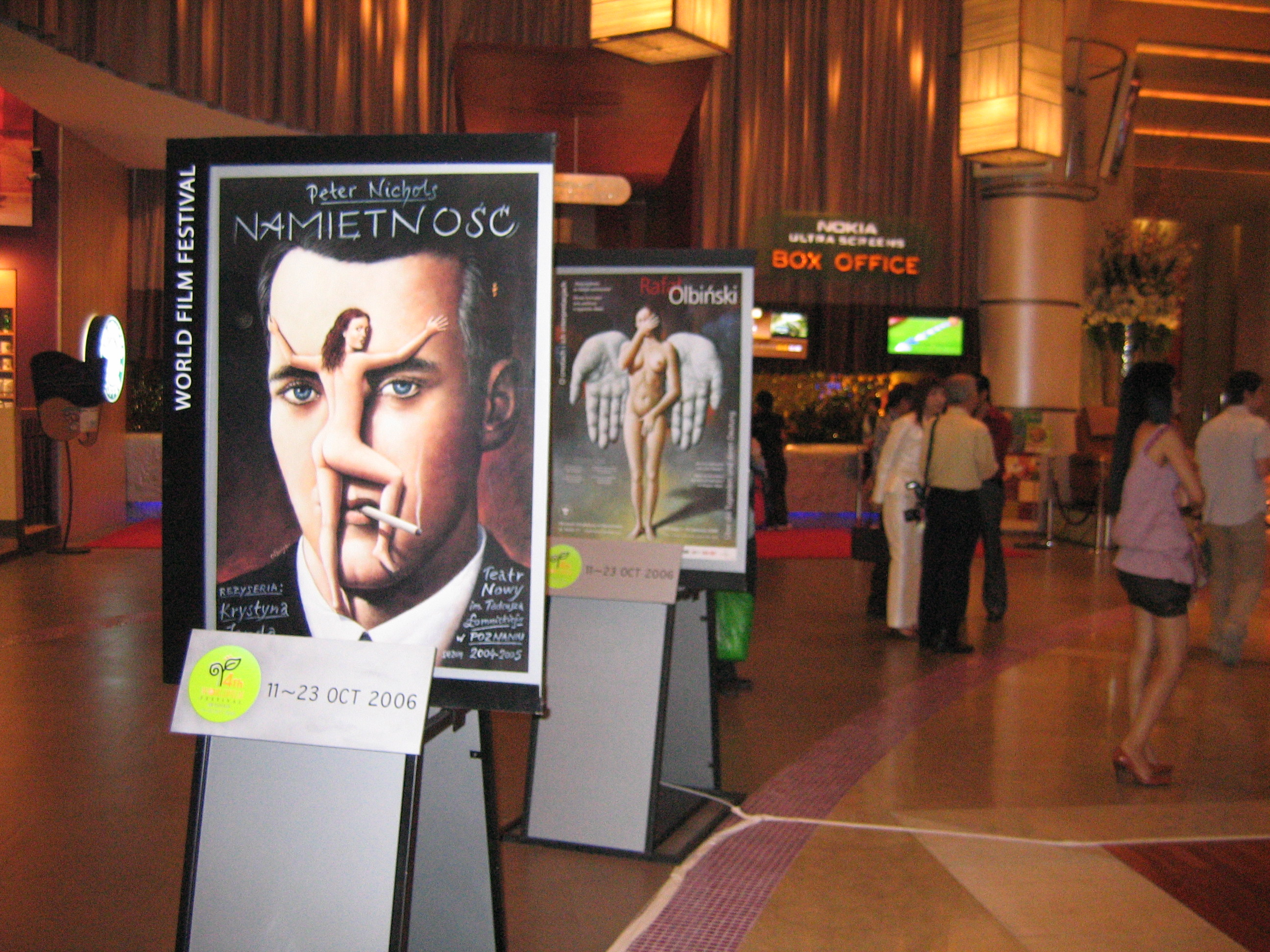
Retrospektywna wystawa plakatów Rafała Olbińskiego na World Film Festival of Bangkok (2006)

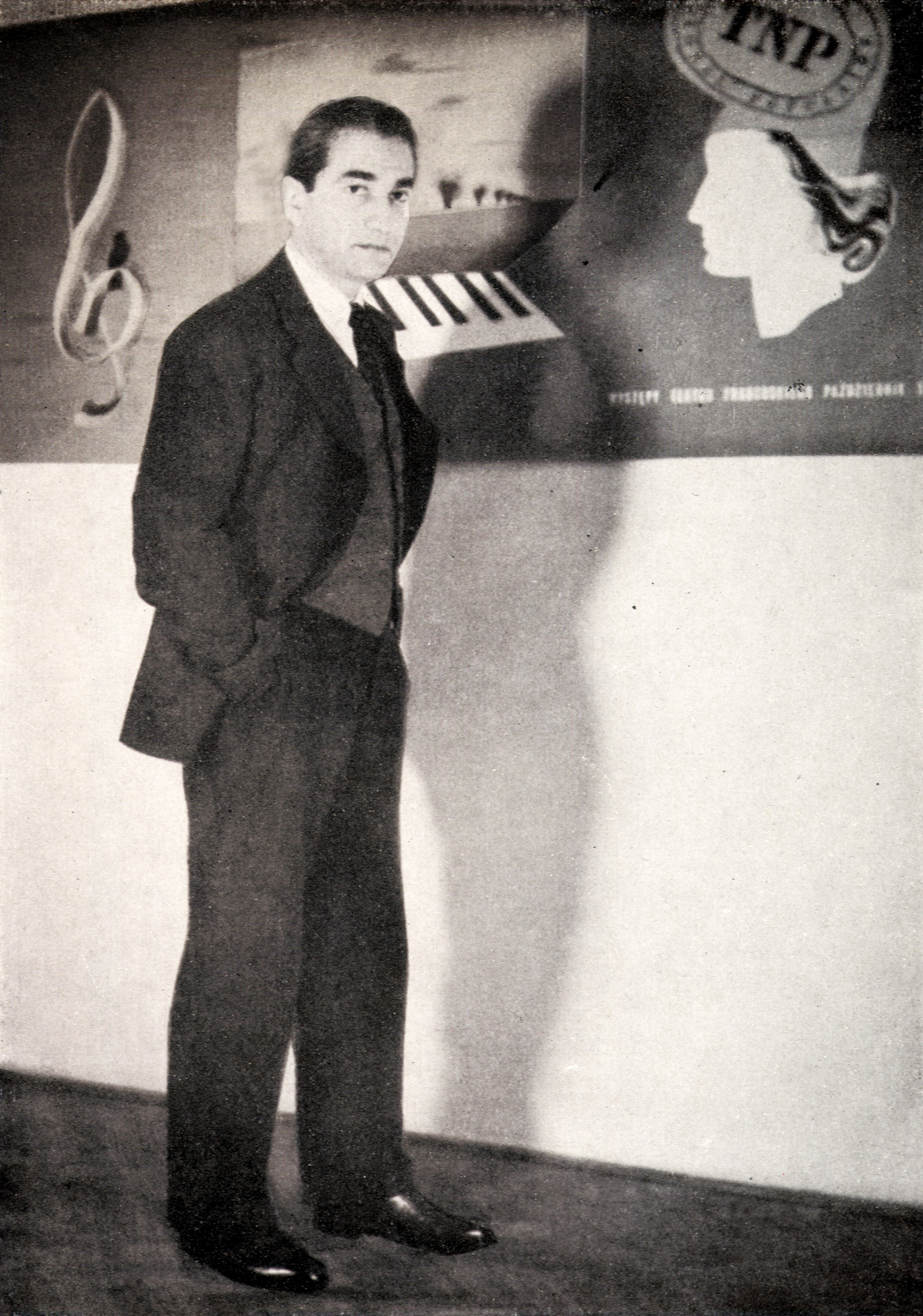
Tadeusz Trepkowski na tle swoich prac

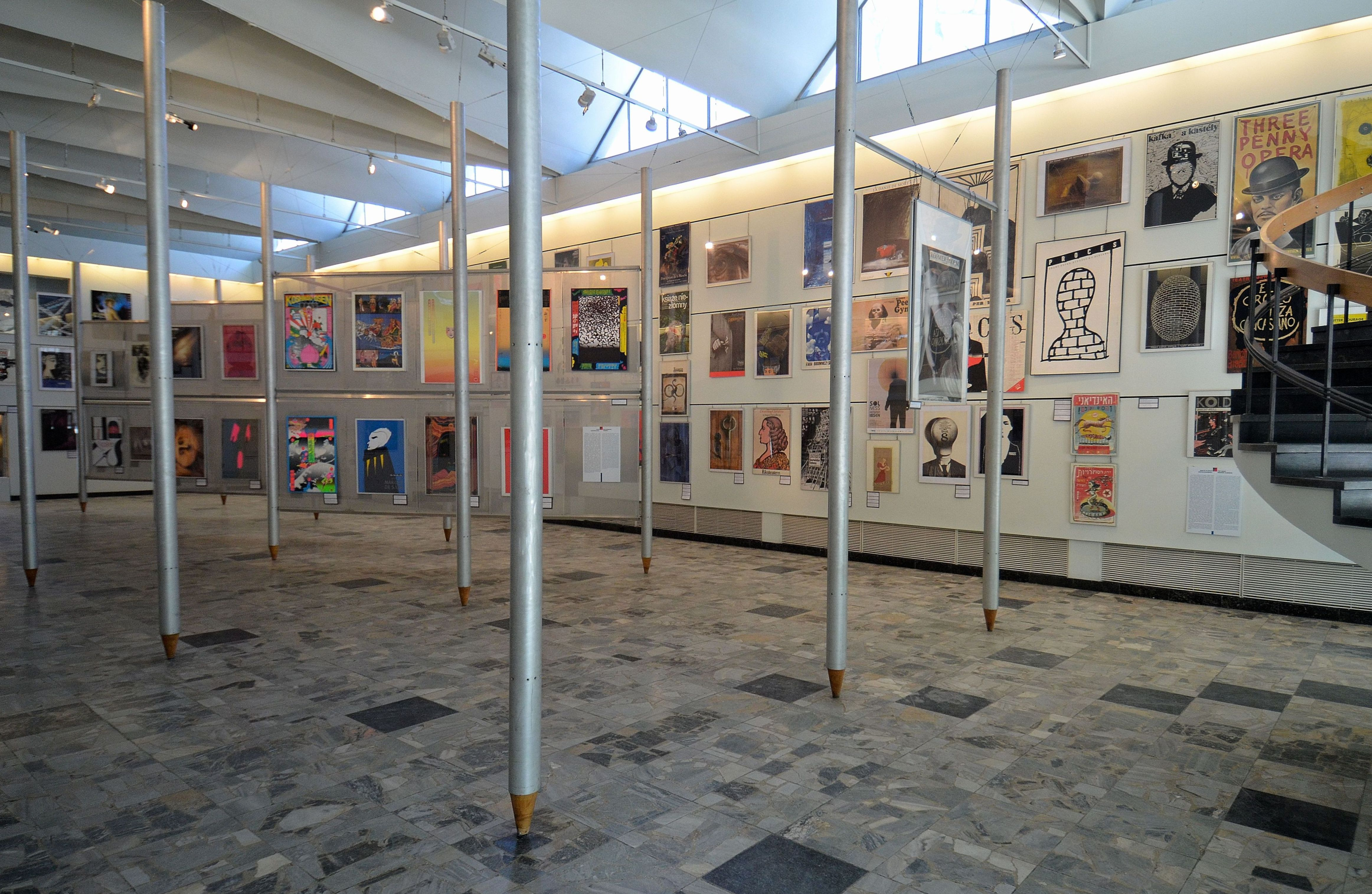
Ekspozycja polskiej szkoły plakatu w Muzeum Plakatu w Wilanowie

Polska szkoła plakatu – określenie powstałe w latach 60. XX w., stosowane wobec grupy polskich artystów-plakacistów, którzy zdobyli międzynarodowe uznanie jako twórcy plakatów o tematyce politycznej, społecznej i kulturalnej (film, przedstawienia teatralne, wystawy, przedstawienia cyrkowe).
Plakaty wykonywane przez przedstawicieli tej szkoły miały zróżnicowaną stylistykę, lecz ich wspólnymi cechami były lapidarność i oszczędność formy, wymowna ironia, nowatorskie liternictwo. Charakter twórczości polskich plakacistów określany bywał jako styl „niezależności i bystrości rozumu”.

## Historia
Zainteresowanie polskim plakatem wzrastało od 1948 roku, kiedy Henryk Tomaszewski, jeden z twórców polskiej szkoły plakatu, uzyskał pięć pierwszych nagród na Międzynarodowej Wystawie Plakatu Filmowego w Wiedniu . Nagrodzone zostały plakaty: Baryłeczka, Ludzie bez skrzydeł, Obywatel Kane, Niepotrzebni mogą odejść, Symfonia pastoralna. Od lat 40. plakat polski prezentowany był szeroko międzynarodowej publiczności na wystawach sztuki.
Nurt polskiej szkoły plakatu rozwinął się w latach 1953–1959 i związany był z działalnością artystyczną grafików projektujących plakaty filmowe, a ostatecznie ukształtował się w latach 60.
W 1966 odbyło się I Międzynarodowe Biennale Plakatu – pierwsza na świecie cykliczna impreza poświęcona sztuce plakatu. Złoty medal otrzymał Jan Lenica za plakat do opery Wozzeck Albana Berga, wykonany w 1964 i określany jako „międzynarodowa ikona lat 60.” W związku z doniosłymi sukcesami polskich artystów w krajach zachodnich, jak również z rosnącym zainteresowaniem polską szkołą plakatu, dwa lata później komunistyczne władze PRL zezwoliły na otwarcie w Wilanowie pierwszego na świecie Muzeum Plakatu.
Uznaje się, że szczytowy okres tej szkoły trwał od wczesnych lat 50. do połowy lat 60., czego zwieńczeniem były realizacje dla Opery Warszawskiej (tzw. złota seria) i Teatru Dramatycznego w Warszawie, oraz pełna humoru i fantazji seria plakatów cyrkowych. Dużą popularność plakat polski zdobył w latach 70. i 80., spopularyzowany wśród zachodnich odbiorców dzięki prasie kulturalnej oraz artystycznej. W Niemczech prace polskich plakacistów publikowały regularnie branżowe czasopisma specjalizujące się w grafice i projektowaniu, jak „Neue Grafik”, „Grafis”, „Gebrauchsgrafik”. W Polsce prace artystów zaliczanych do tej szkoły cyklicznie publikował miesięcznik „Projekt”, poświęcony projektantom artystycznej sztuki użytkowej.
Rok 1989 wraz ze zmianą ustroju społeczno-politycznego w Polsce przyniósł istotną zmianę dla funkcjonowania plakatu w przestrzeni publicznej. Gospodarka rynkowa i zakończenie mecenatu państwa znacznie obniżyły ilość wydawanych plakatów oraz ich artystyczny walor – szczególnie w dziedzinie plakatu filmowego, gdzie ambitny plakat funkcjonuje praktycznie w wąskiej niszy kin studyjnych. W latach 90. plakat artystyczny ocalał dzięki muzeum w Wilanowie, niewielkiej grupie kolekcjonerów oraz kilku istniejącym galeriom plakatu. Z początkiem nowego stulecia można zauważyć ponowne zainteresowanie plakatem artystycznym, które z jednej strony czerpie z bogatych tradycji plakatu polskiego, a z drugiej oparte jest na nowoczesnych formach projektowania graficznego.

## Wpływ polskiej szkoły plakatu
Polska szkoła plakatu wpłynęła na wielu projektantów oraz grafików zachodnich, którzy uznali ją za zjawisko oryginalne oraz źródło inspiracji we własnej twórczości.
O polskiej szkole plakatu w 2015 roku, w artykule poświęconym polskiej kinematografii, zamieszczonym w brytyjskim dzienniku „The Guardian”, wspomniał amerykański reżyser Martin Scorsese, zauważając, że często twórcom plakatów filmowych w Polsce udało się zawrzeć w swych pracach syntezę całego filmu.

## Przedstawiciele
Za najwybitniejszych przedstawicieli polskiej szkoły plakatu uznaje się Józefa Mroszczaka oraz Henryka Tomaszewskiego, którzy na warszawskiej ASP prowadzili katedrę plakatu. Najważniejszymi przedstawicielami polskiej szkoły plakatu byli również m.in. Tadeusz Trepkowski, Eryk Lipiński, Roman Cieślewicz, Jan Lenica, Jan Młodożeniec, Franciszek Starowieyski, Waldemar Świerzy, Walerian Borowczyk, Wojciech Zamecznik, Wojciech Fangor, Julian Pałka, Marian Stachurski, Wiktor Górka, Rosław Szaybo, Maciej Hibner, Tadeusz Jodłowski, Maciej Urbaniec, Jerzy Treutler, Leszek Hołdanowicz, Marek Mosiński, Witold Janowski, Mieczysław Wasilewski oraz Andrzej Krajewski.

### Zmiana pokoleniowa
W latach 70. zadebiutowało nowe pokolenie grafików, spośród których największym uznaniem cieszyli się: Andrzej Pągowski, Rafał Olbiński, Wiesław Wałkuski, Wiktor Sadowski, Jerzy Czerniawski, Stasys Eidrigevicius, Jan Jaromir Aleksiun, Eugeniusz Get-Stankiewicz, Jan Sawka, Lech Majewski, Mieczysław Górowski, Grzegorz Marszałek, Roman Kalarus, Eugeniusz Skorwider, Lex Drewinski, Władysław Pluta.
Za kontynuatorów uważa się dziś takich twórców, jak Piotr Młodożeniec, Sebastian Kubica, Ryszard Kaja, Michał Sitek, Monika Starowicz, Sławomir Śląski, Jacek Ćwikła, Stefan Lechwar, Michał Batory, Ryszard Kajzer, Maja Wolna, Leszek Żebrowski, Mirosław Adamczyk, Maks Bereski, Marek Maciejczyk.

## Upamiętnienie

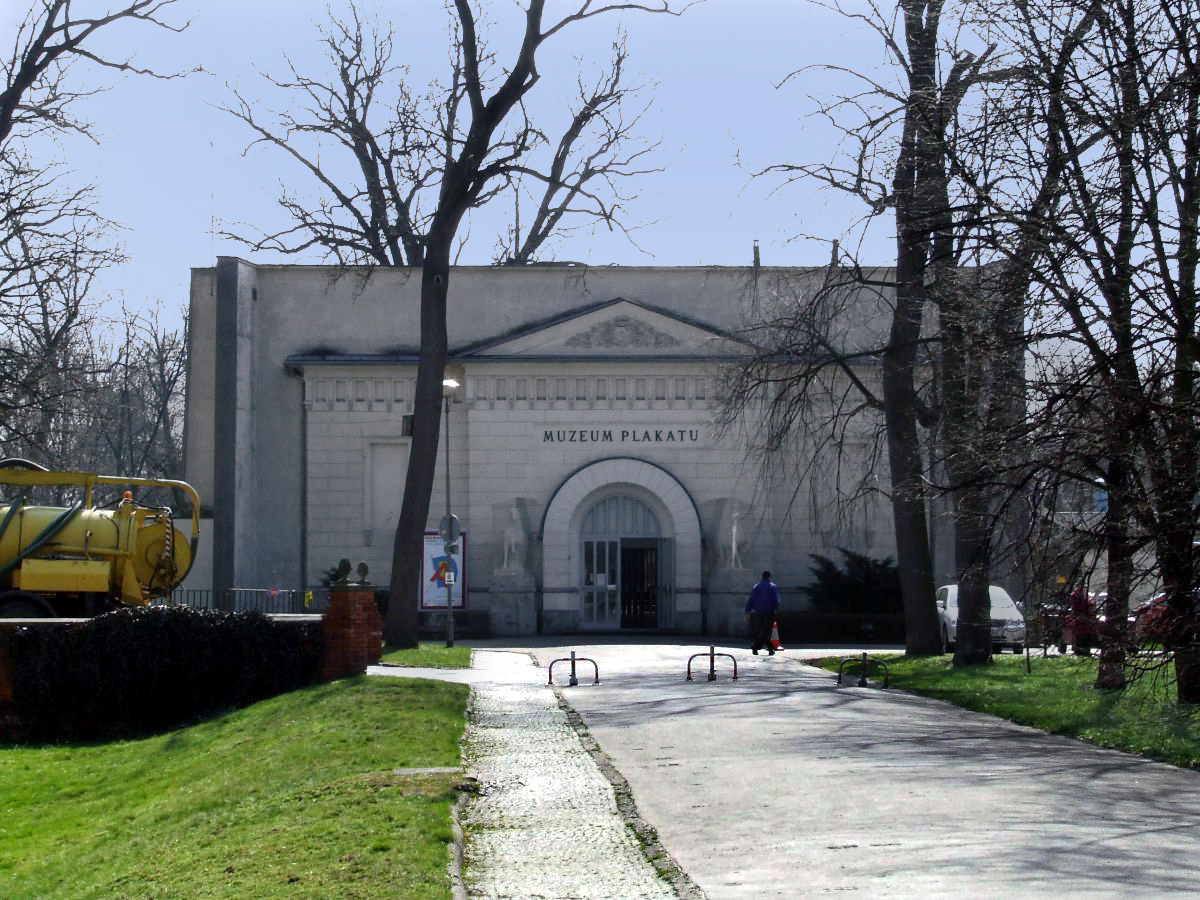
Warszawskie Muzeum Plakatu w Wilanowie

- Stała ekspozycja przedstawicieli polskiej szkoły plakatu znajduje się w Muzeum Plakatu w Wilanowie, pierwszym na świecie muzeum plakatu założonym w 1968 roku w Warszawie[13].

### Film
- W latach 2008–2009 powstała seria filmów dokumentalnych poświęcona polskiej szkole plakatu. W każdym odcinku zaprezentowano jednego z twórców, bohaterami są m.in. Waldemar Świerzy, Wojciech Fangor, Franciszek Starowieyski, Rosław Szaybo, Maciej Hibner, Mieczysław Wasilewski. Cykl dokumentalny nosi tytuł Polnische Plakat Kunst. Producentem serii i autorem koncepcji był Robert Laus.
- W 2010 roku powstał dokumentalny film o polskiej szkole plakatu pt. „Druga strona plakatu”, w reżyserii Marcina Latałły[14].